# Steuergesetz
Ein Steuergesetz ist eine Rechtsnorm, die vom Gesetzgeber zur Regelung des Steuerrechts erlassen worden ist. Die Gesamtheit aller Steuergesetze sind Ausfluss der Steuerhoheit und bilden auf Basis des X. Abschnitts des Grundgesetzes die rechtliche Grundlage für die Erhebung der Steuern.
Einige Steuergesetze enthalten überwiegend formelles Recht (in Deutschland z. B. Abgabenordnung und Bewertungsgesetz); unter formellem Recht versteht man insbesondere allgemeine Definitionen und Verfahrensvorschriften. Die übrigen Gesetze betreffen die einzelnen Steuerarten und enthalten materielles Recht, nämlich Regelungen der Fragen nach dem Steuersubjekt, dem Steuerobjekt, der Bemessungsgrundlage und dem Tarif.
Die Steuergesetzgebung ist häufigen und oftmals umfangreichen Änderungen unterworfen, denen oftmals die Eigenschaften einer Steuerreform oder sogar Steuervereinfachung zugeschrieben werden.

## Zwischenstaatliches und internationales Recht
Eine besondere Form von Bundesgesetzen entsteht bei der Ratifikation von zwischenstaatlichen Verträgen. Ein Beispiel dafür sind die Doppelbesteuerungsabkommen, die Regelungen enthalten, in welchem Umfang den beiden Vertragsstaaten die jeweilige Besteuerungshoheit zusteht.
Zu den Steuergesetzen rechnen auch die Verordnungen der Europäischen Gemeinschaft, wie z. B. der Zollkodex zur europaweiten Vereinheitlichung der Zollvorschriften, die als Supranationales Recht unmittelbare Rechtswirkung in den Mitgliedstaaten entfalten.

## Deutsche Steuergesetze
Das deutsche Steuerrecht ist in Bundesgesetzen, Landesgesetzen und Kommunalsatzungen geregelt. Von dieser Gesetzgebungshoheit zu unterscheiden ist die Ertragshoheit und damit die Frage, welcher Gebietskörperschaft das Steueraufkommen zusteht.
Als Rahmengesetz regelt die Abgabenordnung (AO), welche Behörden für die Erhebung der Steuern zuständig sind, wer eine Steuer schuldet oder für sie haftet, welche Rechte und Pflichten der Steuerpflichtige und die Finanzbehörden haben, wie man sich gegen Entscheidungen der Finanzbehörden zur Wehr setzen kann, wie und unter welchen Voraussetzungen Steuern eingetrieben werden können und wann Steuerstraftaten vorliegen. Die AO enthält damit die wichtigsten Vorschriften des Steuerverfahrensrechts.
Das materielle Steuerrecht für die verschiedenen Steuerarten wird in den Einzelsteuergesetzen (z. B. EStG, UStG etc.) hinsichtlich Steuerpflicht oder Steuervergünstigung, Bemessungsgrundlagen und Steuersatz geregelt.
Allerdings ist festzustellen, dass der Umfang vor allem der deutschen Steuergesetze schier unüberschaubar ist und die vielen Einzelvorschriften nur wenigen Bürgern verständlich sind. Diese Aufsplitterung der Steuergesetzgebung in eine Vielzahl von Einzelsteuer- und Verfahrensgesetzen, unter der besonders die Steuergerechtigkeit leidet, wird häufig kritisiert. Der Kölner Rechtswissenschaftler Joachim Lang hat im Auftrag des Bundesfinanzministeriums bereits 1993 den Entwurf eines Steuergesetzbuches vorgelegt, das analog zum BGB alle Steuergesetze vereint. Auch der Vorschlag für ein Einkommensteuergesetzbuch, den der ehemalige Verfassungsrichter Paul Kirchhof 2001 vorgelegt hat, geht in diese Richtung.

### Bundesgesetze
Die deutschen Bundesgesetze umfassen zurzeit (Stand: 1. Januar 2020) folgende Steuergesetze (Tabelle differenziert nach Recht):
| Gesetz                                     | formelles/materielles Recht | Steuerart                                                                                             |
| ------------------------------------------ | --------------------------- | --- |
| Abgabenordnung                             | formell                     | -- |
| Alkopopsteuergesetz                        | materiell                   | Alkopopsteuer                                                                                         |
| Außensteuergesetz                          | materiell                   | -- |
| Bewertungsgesetz                           | formell                     | -- |
| Biersteuergesetz                           | materiell                   | Biersteuer                                                                                            |
| Alkoholsteuergesetz                        | materiell                   | Alkoholsteuer                                                                                         |
| Einkommensteuergesetz                      | materiell                   | Einkommensteuer, Lohnsteuer, Kapitalertragsteuer, Abgeltungsteuer, Aufsichtsratsteuer, Bauabzugsteuer |
| Energiesteuergesetz                        | materiell                   | Mineralölsteuer, Heizölsteuer, Erdgassteuer                                                           |
| Erbschaftsteuer- und Schenkungsteuergesetz | materiell                   | Erbschaftsteuer, Schenkungsteuer                                                                      |
| Feuerschutzsteuergesetz                    | materiell                   | Versicherungssteuer                                                                                   |
| Gewerbesteuergesetz                        | materiell                   | Gewerbesteuer                                                                                         |
| Grunderwerbsteuergesetz                    | materiell                   | Grunderwerbsteuer                                                                                     |
| Grundsteuergesetz                          | materiell                   | Grundsteuer                                                                                           |
| Investmentsteuergesetz                     | materiell                   | -- |
| Kaffeesteuergesetz                         | materiell                   | Kaffeesteuer                                                                                          |
| Kapitalerhöhungssteuergesetz               | materiell                   | -- |
| Körperschaftsteuergesetz                   | materiell                   | Körperschaftsteuer                                                                                    |
| Kraftfahrzeugsteuergesetz                  | materiell                   | Kraftfahrzeugsteuer                                                                                   |
| Luftverkehrsteuergesetz                    | materiell                   | Luftverkehrsteuer                                                                                     |
| Rennwett- und Lotteriegesetz               | materiell                   | Totalisatorsteuer                                                                                     |
| Schaumweinsteuergesetz                     | materiell                   | Schaumweinsteuer, Zwischenerzeugnissteuer                                                             |
| Solidaritätszuschlaggesetz                 | materiell                   | Solidaritätszuschlag                                                                                  |
| Stromsteuergesetz                          | materiell                   | Stromsteuer, Ökosteuer                                                                                |
| Tabaksteuergesetz                          | materiell                   | Tabaksteuer                                                                                           |
| Umsatzsteuergesetz                         | materiell                   | Umsatzsteuer (Mehrwertsteuer), Einfuhrumsatzsteuer, Steuer auf den innergemeinschaftlichen Erwerb     |
| Umwandlungsteuergesetz                     | materiell                   | -- |
| Vermögensteuergesetz                       | materiell                   | Vermögensteuer                                                                                        |
| Versicherungsteuergesetz                   | materiell                   | Versicherungsteuer                                                                                    |

Die Vermögensteuer wird seit 1997 nicht mehr erhoben. Das Mineralölsteuergesetz wurde zum 31. Juli 2006 durch das neue Energiesteuergesetz abgelöst. Weitere nicht mehr erhobene Steuerarten nennt diese Liste.

### Landesgesetze und Kommunalsatzungen
Neben den Bundesgesetzen wird den Gemeinden – über die Kommunalabgabengesetze der Länder – das Recht eingeräumt, mittels kommunaler Satzungen eigene Rechtsgrundlagen für Aufwandsteuern zu schaffen. In den meisten Kommunen existiert eine Hundesteuer- und eine Getränkesteuersatzung. Häufig verabschieden die Städte auch eine Vergnügungsteuersatzung und in vielen touristisch erschlossenen Orten existiert eine Zweitwohnungsteuersatzung.

### Durchführungsverordnungen und Richtlinien
Zu den Steuergesetzen gehören auch die zusätzlichen Durchführungsverordnungen, die von der Exekutive erlassen werden.
Dagegen sind die Richtlinien bzw. die Verwaltungsvorschriften (z. B. Einkommensteuer-Richtlinien) keine Steuergesetze, sondern sollen eine administrativ einheitliche Rechtsanwendung sicherstellen und entfalten daher nur für die Verwaltung eine verbindliche Wirkung.

## Österreichische Steuergesetze
Das österreichische Steuerrecht kennt im Wesentlichen die folgenden Bundesgesetze:
| Gesetz                    | formell/materiell | Steuerart                                                     |
| ------------------------- | ----------------- | ------------------------------------------------------------- |
| Bundesabgabenordnung      | formell           | --                                                            |
| Einkommensteuergesetz     | materiell         | Einkommensteuer, Lohnsteuer (Österreich), Kapitalertragsteuer |
| Grunderwerbsteuergesetz   | materiell         | Grunderwerbsteuer                                             |
| Körperschaftsteuergesetz  | materiell         | Körperschaftsteuer                                            |
| Kraftfahrzeugsteuergesetz | materiell         | Kraftfahrzeugsteuer                                           |
| Mineralölsteuergesetz     | materiell         | Mineralölsteuer                                               |
| Umsatzsteuergesetz        | materiell         | Umsatzsteuer (Mehrwertsteuer)                                 |

Neben den aktuell gültigen Steuergesetzen existierten auch in Österreich Steuergesetze, die zwischenzeitlich aufgehoben wurden. So wurde die Anwendbarkeit des Erbschafts- und Schenkungssteuergesetz 1955 zum 31. Juli 2008 ausgesetzt.